# Multimodus insperatus
Multimodus insperatus is een fossiele soort schietmot uit de familie Vitimotauliidae.